# Xã Beaver, Quận Guthrie, Iowa
Xã Beaver (tiếng Anh: Beaver Township) là một xã thuộc quận Guthrie, tiểu bang Iowa, Hoa Kỳ. Năm 2010, dân số của xã này là 599 người.